# Hałuszowskie Skałki

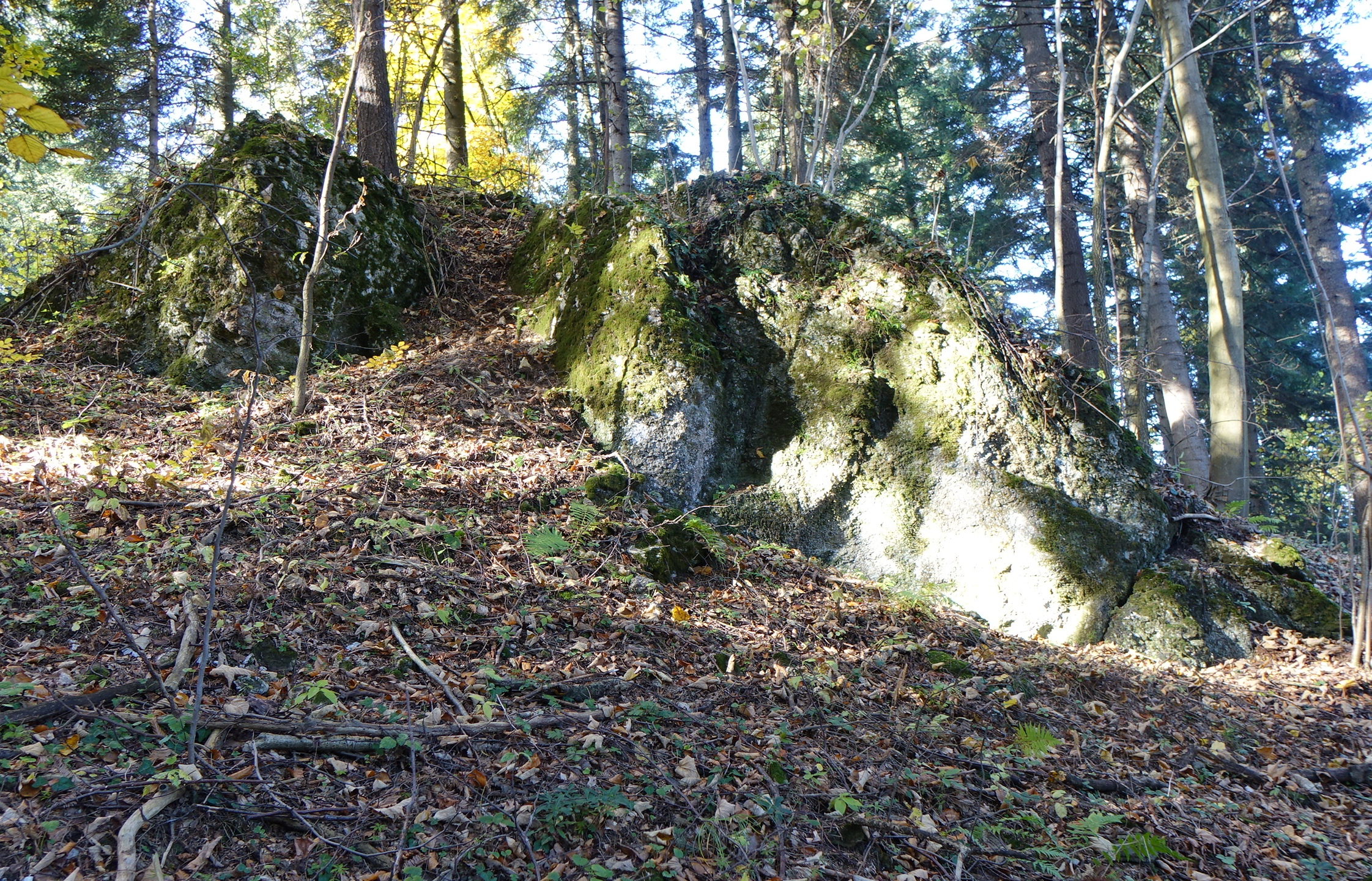

Hałuszowskie Skałki, Hałuszowskie Skały – zbudowane z wapieni skały znajdujące się w lesistym grzbiecie między przełęczami Osice i Sańba w Pieninach Czorsztyńskich, w granicach wsi Hałuszowa w województwie małopolskim, w powiecie nowotarskim, w gminie Krościenko nad Dunajcem. Znajdują się w obrębie Pienińskiego Parku Narodowego. Są to wapienne ściany skalne ze zbiorowiskami Potentilletalia caulescentis i są przedmiotem ochrony obszaru Natura 2000 Pieniny.
Znajdują się na obszarze niedostępnym turystycznie.